# Callixanthospila
Callixanthospila är ett släkte av skalbaggar. Callixanthospila ingår i familjen långhorningar.
Kladogram enligt Catalogue of Life:
| Callixanthospila | \| \| Callixanthospila namaquaensis \| \| \| \| \| \| Callixanthospila piceki \| \| \| \| \| \| Callixanthospila pulchella \| \| \| \| |
|                  | \| \| Callixanthospila namaquaensis \| \| \| \| \| \| Callixanthospila piceki \| \| \| \| \| \| Callixanthospila pulchella \| \| \| \| |
|                  | Callixanthospila namaquaensis |
|                  | |
|                  | Callixanthospila piceki |
|                  | |
|                  | Callixanthospila pulchella |
|                  | |